# Реча-Крістур (комуна)
Реча-Крістур (рум. Recea-Cristur) — комуна у повіті Клуж в Румунії. До складу комуни входять такі села (дані про населення за 2002 рік):
- Елчу (193 особи)
- Еску (75 осіб)
- Журка (78 осіб)
- Кепріоара (156 осіб)
- Осой (176 осіб)
- Пустуца (82 особи)
- Реча-Крістур (660 осіб)
- Чубанка (135 осіб)
- Чубенкуца (146 осіб)

Комуна розташована на відстані 355 км на північний захід від Бухареста, 34 км на північ від Клуж-Напоки.

## Населення
За даними перепису населення 2002 року у комуні проживала 1701 особа.
Національний склад населення комуни:
| Національність | Кількість осіб | Відсоток |
| -------------- | -------------- | -------- |
| румуни         | 1518           | 89,2%    |
| цигани         | 169            | 9,9%     |
| угорці         | 13             | 0,8%     |
| німці          | 1              | 0,1%     |

Рідною мовою назвали:
| Мова      | Кількість осіб | Відсоток |
| --------- | -------------- | -------- |
| румунська | 1611           | 94,7%    |
| циганська | 77             | 4,5%     |
| угорська  | 13             | 0,8%     |

Склад населення комуни за віросповіданням:
| Релігія        | Кількість осіб | Відсоток |
| -------------- | -------------- | -------- |
| православні    | 1565           | 92,0%    |
| п'ятдесятники  | 86             | 5,1%     |
| греко-католики | 15             | 0,9%     |
| реформати      | 11             | 0,6%     |
| римо-католики  | 7              | 0,4%     |
| не релігійні   | 4              | 0,2%     |
| баптисти       | 2              | 0,1%     |
| адвентисти     | 1              | 0,1%     |